# Kamisori Hanzō
Kamisori Hanzō (かみそり半蔵 - Hanzo the Razor en anglès) és un personatge de ficció que ix a la trilogia japonesa de films jidaigeki del mateix nom. L'estrela de cinema Shintaro Katsu (ben conegut pel seu paper en Zatoichi) és el protagonista. Produí la pel·lícula amb la seua pròpia productora Katsu Productions. Les actrius d'acompanyament diferixen en cada pel·lícula; inclogueren a Yukiji Asaoka fent del paper d'Omino en Hanzo the Razor: Sword of Justice.